# Spilosoma yemenensis
Spilosoma yemenensis är en fjärilsart som beskrevs av George Francis Hampson 1916. Spilosoma yemenensis ingår i släktet Spilosoma och familjen björnspinnare. Inga underarter finns listade i Catalogue of Life.